# Adriaan David Cornets de Groot
Adriaan David Cornets de Groot (1804–1829) was een Nederlander die op 15-jarige leeftijd als élève werd geplaatst bij de resident aan het hof van soesoehoenan Paku Buwana IV in Surakarta.
Élèves waren kandidaat-ambtenaren die in Nederlands-Indië onder het toezicht werden geplaatst van besturende hoofdambtenaren om onderricht te krijgen in de inheemse taal en zich vertrouwd te maken met de plaatselijke zeden en gewoonten. Gouverneur-generaal Van der Capellen had hiertoe besloten om aanstaande bestuursambtenaren beter op te leiden.
Cornets de Groot slaagde erin een goede Javaanse grammatica samen te stellen, gebaseerd op een grondige praktische taalkennis in combinatie met een zorgvuldige taalkundige analyse. Hij stierf op 25-jarige leeftijd.
Zijn in 1833 gepubliceerde spraakkunst is in opdracht van het Gouvernement persklaar gemaakt door de taalgeleerde J.F.C. Gericke, die zelf in 1831 een elementair leerboek had samengesteld.